# Bethel Henry Strousberg

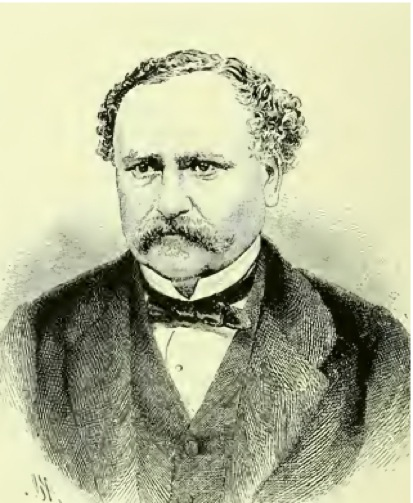
Bethel Henry Strousberg

Bethel Henry Strousberg, właśc. Baruch Hirsch Strousberg (ur. 20 listopada 1823 w Nidzicy, zm. 1 czerwca 1884 w Berlinie) – pruski przemysłowiec żydowskiego pochodzenia, członek Royal Geographical Society.
Bethel Henry Strousberg w połowie XIX wieku stworzył koncern przemysłowy, którego głównym segmentem działalności była budowa infrastruktury kolejowej w Europie. Jego firmy zbudowały wiele linii kolejowych na terenie Niemiec, w Austro-Węgrzech i w Rumunii. W związku z tym zwany był królem kolei.